# 神根村 (埼玉県)
神根村（かみねむら）は、埼玉県北足立郡に存在した村。
1940年（昭和15年）4月1日に川口市に編入され、消滅。現在旧村域は「神根地区」と呼ばれる。

## 地理
- 埼玉県中央（北足立）地域の南部に位置する。
- 芝川が村の西端部を北から南へ流れる。
- 芝川近くの村西側や谷地を除き、大宮台地鳩ヶ谷支台と呼ばれる台地上にある。
- 2006年（平成18年）現在における川口市北部、すなわち大字安行領根岸、大字安行領在家、大字道合、大字神戸（ごうど）、大字木曽呂、大字東内野、大字源左衛門新田、大字石神、大字赤芝新田、大字西新井宿、大字新井宿、大字赤山、在家町、北園町（一部）、柳根町（一部）、柳崎（1丁目、4丁目、5丁目のそれぞれ一部）が、ほぼ旧村域にあたる。

## 歴史
- 1889年（明治22年）4月1日 - 町村制施行に伴い、安行領根岸村・安行領在家村・道合村・神戸村・木曾呂村・東内野村・石神村・西新井宿村・新井宿村・赤山村・源左衛門新田・赤芝新田が合併し、神根村が成立する。
- 1936年（昭和11年）12月31日 - 武州鉄道が延伸され、武州大門駅・神根駅間が開業、大字石神に神根駅が設置される。
- 1938年（昭和13年）9月3日 - 武州鉄道が経営難を理由に廃止。
- 1940年（昭和15年）4月1日 - 北足立郡鳩ヶ谷町（1950年に再分離）、芝村、新郷村と共に川口市に編入される。
- 2001年（平成13年）3月28日 - 旧村域に埼玉高速鉄道線新井宿駅が開業。